# Смольная набережная
Смо́льная на́бережная — набережная в Центральном районе Санкт-Петербурга. Проходит по левому берегу реки Невы от Смольного проспекта до Водопроводного переулка. На юг продолжается Синопской набережной, на запад — Воскресенской набережной.

## Расположение
Проходит от Смольного проспекта до Водопроводного переулка. С западной стороны к ней примыкает Воскресенская набережная, с южной — Синопская набережная. К набережной примыкают следующие улицы: Смольный проспект, улица Смольного, Водопроводный переулок.
Ближайшие станции метро — «Площадь Ленина», «Чернышевская».

## Название
Набережная получила своё название 16 апреля 1887 года по находящемуся поблизости Смольному Воскресенскому собору. В 2001 году в Топонимическую комиссию города поступило предложение губернатора Петербурга В. А. Яковлева назвать участок набережной между улицей Смольного и Водопроводным переулком Владимирской, которое не было утверждено.

## История
В период с середины XVIII до начала XIX веков на прилегающей территории были построены здания Смольного монастыря и Смольного института. Вокруг был разбит парк, доходивший до уреза воды. На прилегающих территориях разместились больницы, городская и другие богадельни. Ниже по течению городской богадельни, на самой излучине реки, располагалась лесная Громовская биржа, доходившая до территории современной Воскресенской набережной.
В 1883 году городская дума по докладу управы рассматривала вопрос о строительстве набережной вдоль Громовской лесной биржи, углублении реки и строительстве 5 мостов через каналы биржи. В 1888 году откос берега реки вдоль территории Громовской биржи укрепляется каменной шашкой, упирающийся в деревянный брус на деревянных сваях, забитых с некоторым шагом по длине берега в основании откоса. На берме откоса стояли столбики ограждения, тротуар и проезжая часть были замощены. Вдоль набережной через протоки к внутренним бассейнам было построено 5 деревянных мостов подкосной конструкции. К 1914 году эти каналы были засыпаны. Берег напротив комплекса сооружений Смольного находился в естественном виде без укреплений. В XIX веке городской управой обсуждался вопрос о строительстве каменной набережной.
Во время строительства Большеохтинского моста была сделана подсыпка берегов на длине 170 м выше и ниже моста и сооружены невысокие бутовые подпорные стенки.
После революции 1917 года в Смольный институт переехал Петросовет и губком РКП(б). С 1920-х и вплоть до конца 1990-х годов проход и проезд по набережной был закрыт. В 1959 году по проекту инженера института «Ленгипроинжпроект» А. Д. Гутцайта береговая линия ниже Большеохтинского моста от Смольного проспекта до улицы Смольного была приведена в порядок, спланирован пологий откос. На длине 330 м каменное мощение упиралось в деревянный брус, закреплённый на деревянных сваях. На следующих 336 м каменное мощение упиралось в каменную отсыпку на дне реки. Напротив здания Смольного был сохранён пирс (в настоящее время там расположен парадный спуск к воде). В 1967 году на откосе берега у бывшей Громовской биржи устроены 6 лестниц с железобетонными маршами: 5 лестниц шириной 2,6 м и одна лестница шириной 6,0 м.
Летом 1993 года подписано Распоряжение мэра Петербурга № 469-р о строительстве 3 заключительных участков Смольной набережной. В 1996—1998 годах в рамках реконструкции Большеохтинского моста на участке от улицы Смольного до Орловской улицы (325,6 м) по проекту инженера «Ленгипроинжпроект» Р. Р. Шипова выполнено берегоукрепление набережной с использованием долговечных материалов. При планировке проезда вдоль берега красная линия набережной была вынесена на 20—32 м в реку.
В 1996—2001 годах построен заключительный участок набережной от Орловской улицы до Водопроводного переулка. Авторы проекта — инженеры «Ленгипроинжпроекта» Р. Р. Шипов, И. Д. Резина, архитекторы А. Ю. Шолохов, Н. В. Дибцев. Заказчиком строительства Смольной набережной был Комитет по благоустройству и дорожному хозяйству (КБДХ) в лице ГУ «Дирекция транспортного строительства», генеральными подрядчиками — АО «Возрождение», ЗАО «Трест Ленмостострой» и АОЗТ «Промонолит». Работы выполнялись силами СУ-2 ЗАО «Трест Ленмостострой» под руководством инженеров А. Б. Касаткина, Д. В. Дергунова и производителей работ Ю. А. Баранова, С. А. Пузанкова; СУ-3 под руководством главного инженера Г. К. Савинова и производителя работ В. И. Шумского; СУ-4 под руководством главного инженера С. А. Русинова и производителя работ В. О. Тумакова. В ходе работ глухая кирпичная стена, ограждающая Смольный сад, заменена на металлическую ограду (автор — архитектор В. В. Попов при участии Ю. Г. Шиндина). Торжественное открытие набережной состоялось 20 октября 2001 года в присутствии губернатора Петербурга В. А. Яковлева.

## Берегоукрепление
Длина набережной составляет 2632 м. Набережная имеет высокую стенку с навесными гранитными блоками на высоком свайном ростверке. При планировке проезда вдоль берега красная линия набережной была вынесена на 20—32 м в реку, вследствие чего у стенки набережной оказались большие глубины, поэтому в конструкции свайного ростверка были использованы сплошные свайные ряды.
Перильные ограждения выполнены в виде сплошного гранитного парапета. На набережной устроены пять лестничных спусков к воде и видовая площадка длиной 40,7 м и шириной 13,0 м в зоне Водопроводного переулка. Все спуски на углах имеют лекальные закругления.